# Estación central de Hamburgo
La estación central de Hamburgo (en alemán: Hamburg Hauptbahnhof, conocida también con la abreviatura Hamburg Hbf) es la principal estación de ferrocarril de la ciudad alemana de Hamburgo y clasificada por Deutsche Bahn como una estación de tren de categoría 1. Fue inaugurada en 1906 para sustituir a cuatro antiguas terminales. Hamburg Hauptbahnhof es operado por DB Station&Service AG. Con un promedio de 480 000 pasajeros al día, la estación de tren es la más concurrida de Alemania y la segunda más activa de Europa, sólo superada por la Gare du Nord de París.
La estación es un importante centro de transporte que conecta los trenes de larga distancia, al igual que algunas líneas ICE, a la red del Metro de Hamburgo y Cercanías. Está situada en el centro de la ciudad, en el barrio de Hamburg-Mitte. Una parte del edificio se usa cómo centro comercial.

### Lecturas recomendadas
- Hoyer, Hermann; Lawrenz, Dierk; Wiesmüller, Benno (2006). Hamburg Hauptbahnhof: 1906 - 2006 - 100 Jahre Zentrum der Stadt [Hamburg Hauptbahnhof: 1906 - 2006 - 100 Years Centre of the City] (en alemán). Freiburg i.B.: EK-Verlag. ISBN 978-3-88255-721-3.